# Drohndorf
Drohndorf ist ein Stadtteil der Stadt Aschersleben im Salzlandkreis in Sachsen-Anhalt. Drohndorf war bis zur Eingemeindung nach Aschersleben am 1. Januar 2008 eine selbstständige Gemeinde mit 458 Einwohnern (Stand 2013)  auf einer Fläche von 6,11 km² in der Verwaltungsgemeinschaft Aschersleben/Land. Der letztmals am 13. Juni 2004 gewählte Gemeinderat setzte sich aus acht Gemeinderatsmitgliedern zusammen, von denen jeweils vier den Fraktionen der CDU und SPD angehörten. Letzter Bürgermeister der Gemeinde war Manfred Topf.

## Geographie
Der Ort liegt im Wippertal zwischen Hettstedt im Mansfelder Land und Aschersleben, dem Tor zum Harz. Die Region wird hauptsächlich landwirtschaftlich genutzt, kann aber auch einen großen Windpark vorweisen. Drohndorf liegt an den Bahnstrecken Güsten-Sangerhausen und Halle–Halberstadt, etwa sieben Kilometer südöstlich der Stadt Aschersleben. Der Bahnhof Drohndorf-Mehringen befindet sich an der Bahnstrecke Halle-Halberstadt. Der nächstgelegene Bahnhof an der Strecke Güsten-Sangerhausen befindet sich erst in Sandersleben (Anhalt), wo sich auch beide Bahnstrecken kreuzen. In Drohndorf leben 519 Einwohner (Stand: 31. Dezember 2006).

## Geschichte

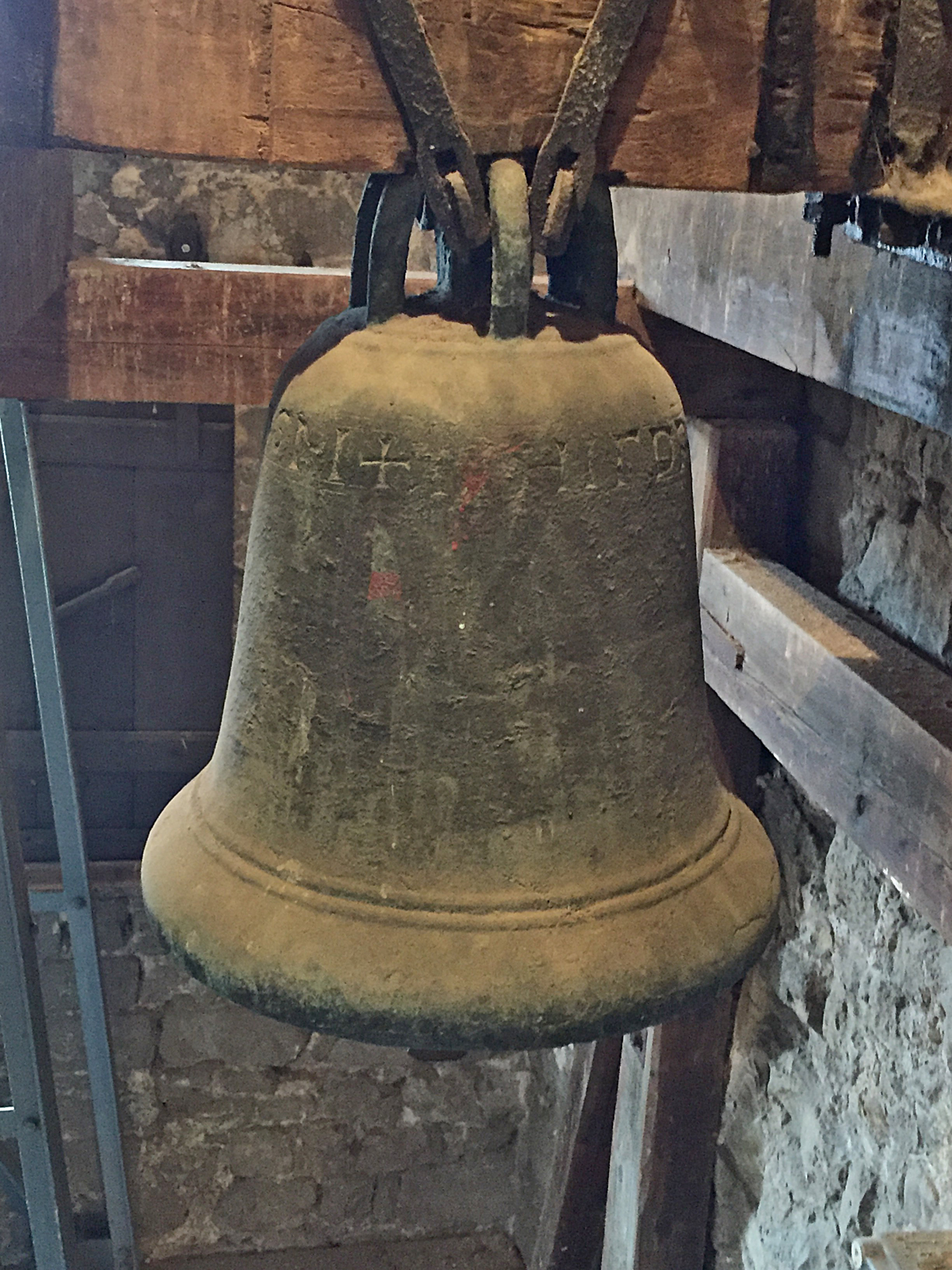
Glocke in der Dorfkirche St. Marien, um 1100

Knochenfunde belegen eine sehr frühe Besiedelung Drohndorfs schon in der Steinzeit. Die erste urkundliche Erwähnung findet sich in einer Urkunde Albrechts des Bären aus dem Jahr 1155.
In der romanischen Dorfkirche des Ortes hängt, neben drei größeren, eine der ältesten Glocken Deutschlands. Die rund 100 kg schwere und etwa 52 cm breite Glocke wird zwar auf das Jahr 1098 datiert, jedoch ist sie laut Experten aufgrund ihrer Rippenkonstruktion als ein Werk des frühen 12. Jahrhunderts anzusehen.
Neben der alten Glocke in der Kirche (1079) gibt es in Drohndorf noch das Lutherhaus, das einst Johann Luther bewohnte und das heute noch in Familienbesitz eines direkten Nachkommen ist.
Vom Mittelalter bis zur Mitte des 19. Jahrhunderts wurde Kalkstein als Werkstein untertägig gewonnen.
Bis in die 1930er-Jahre wurde außerhalb des Dorfes im angrenzenden Waldgebiet unter Tage auf drei Sohlen Gips abgebaut. Aufgrund schlechter Rentabilität wurde der Betrieb dann eingestellt. Die ehemalige Gipshütte befindet sich dort noch heute.
Drohndorf wurde gegen starken Widerstand am 21. April 1945 von US-amerikanischen Truppen besetzt. Es wurde nach dem Wechsel der Besatzungsmacht Anfang Juli 1945 Teil der sowjetisch besetzten Zone SBZ und ab 1949 der DDR.

## Vereine
Zu den Vereinen und Verbänden in Drohndorf zählt der Tanzverein Edelweiß e. V., welcher jedes Jahr die Karnevalsfeier organisiert, der Wanderverein, die Freiwillige Feuerwehr, der Fußballverein FSV Drohndorf Mehringen e. V. sowie die Himmelfahrtsgesellschaft 1980.

## Persönlichkeiten
- Peter Luther (* 1942), CDU-Politiker, geboren in Drohndorf